# Lorenzo Ariaudo
Lorenzo Ariaudo (Torino, 11 giugno 1989) è un dirigente sportivo ed ex calciatore italiano, di ruolo difensore, attuale team manager della Sampdoria.

## Caratteristiche tecniche
Ricopriva il ruolo di difensore centrale ed era un mancino naturale. Caratteristiche che lo contraddistinguevano erano l'attenzione e l'anticipo. Nella Nazionale Under-21 veniva spesso impiegato nel ruolo di terzino sinistro.

## Carriera

### Giocatore

#### Club

##### Gli inizi, Juventus
Cresce calcisticamente nel settore giovanile della Juventus. Fa tutta la trafila nelle squadre giovanili, iniziando dai Pulcini fino alla Primavera. Vince un Campionato Allievi nella stagione 2005-2006 ed una Supercoppa Primavera nel 2007.
Nel 2008 viene aggregato alla prima squadra, il suo esordio assoluto arriva il 26 agosto, quando disputa gli ultimi minuti della gara di ritorno del terzo turno preliminare di Champions League contro l'Artmedia Bratislava. Il 14 gennaio 2009 gioca la sua prima partita da titolare in Coppa Italia in Juventus-Catania (3-0), valevole per gli ottavi della competizione, ed il 18 gennaio esordisce in Serie A a 19 anni, scendendo in campo, sempre da titolare, allo stadio Olimpico di Roma nella gara Lazio-Juventus (1-1).
Nello stesso mese di febbraio vince, con la formazione Primavera, il Torneo di Viareggio 2009.
Il 31 agosto la sua cessione in prestito al Cagliari salta in quanto le società non riescono a depositare in tempo il contratto. Rimasto quindi alla Juventus, nella prima parte della stagione 2009-2010 il tecnico Ciro Ferrara non lo impiega in nessuna partita ufficiale.

##### Cagliari
Il 2 gennaio 2010, alla riapertura del mercato invernale, passa in prestito con diritto di riscatto al Cagliari. Esordisce in maglia rossoblù il 21 febbraio 2010 nell'incontro casalingo contro il Parma terminato 2-0 in favore dei sardi. Conclude la stagione totalizzando 9 presenze in campionato. Il 21 giugno 2010 il Cagliari annuncia di avere acquistato la metà del suo cartellino.
Il 31 gennaio 2011 viene riscattato interamente dal Cagliari nell'operazione che porta Alessandro Matri alla Juventus.
Realizza il suo primo gol in Serie A il 2 maggio 2012 nel match a porte chiuse contro il Genoa disputatosi al neutro di Brescia terminato 2-1 per i liguri, insaccando con un colpo di testa al 13º minuto la rete del momentaneo pareggio.

##### Sassuolo e vari prestiti
Il 4 gennaio 2014 viene ceduto a titolo definitivo al Sassuolo per 800.000€, dove sceglie di indossare la maglia numero 6.. Fa il suo esordio con la maglia del Sassuolo il 12 gennaio 2014 nella partita contro il Milan, vinta dalla formazione neroverde per il risultato di 4-3.
Il 30 gennaio 2015, insieme al compagno Leonardo Pavoletti, si trasferisce al Genoa con la formula del prestito; sceglie la maglia numero 41. Purtroppo nella sua avventura in terra ligure non avrà modo di giocare nemmeno una partita con la maglia dei Grifoni a causa di un infortunio rimediato in allenamento.
Nella stagione 2015-2016 ritorna al Sassuolo, dove però trova poco spazio nella difesa neroverde. Totalizza fino a gennaio 3 presenze da titolare.
Il 1º febbraio 2016 viene girato in prestito all'Empoli.

##### Frosinone ed Alessandria
Il 25 agosto 2016 viene ufficializzato il suo trasferimento a titolo definitivo al Frosinone dove per la prima volta in carriera si ritrova a giocare in Serie B.
Torna in Serie A con il Frosinone nella stagione 2018-2019, facendo il suo debutto stagionale nella gara esterna contro la Roma terminata 4-0 in favore dei giallorossi. Con i ciociari il calciatore disputerà 154 presenze mettendo a segno in totale 7 reti, fino al termine del campionato 2020-2021.
Dopo essere rimasto svincolato per quasi otto mesi, il 25 febbraio 2022 viene tesserato dall'Alessandria, con cui si lega fino al termine della stagione.

##### Novara FC
Dopo un altro periodo senza squadra, il 13 gennaio 2023 Ariaudo trova un accordo per unirsi al Novara, in Serie C, fino al termine della stagione.

#### Nazionale
Il 25 marzo 2009 esordisce in nazionale Under-21, con il tecnico Casiraghi, entrando nel secondo tempo della partita Austria-Italia (2-2) e realizzando una rete.

### Dirigente
L'8 agosto 2023, dopo essersi ritirato dal calcio giocato, assume il ruolo di team manager della Prima squadra della Sampdoria.

## Statistiche

### Presenze e reti nei club
| Stagione         | Squadra          | Campionato       | Campionato | Campionato | Coppe nazionali | Coppe nazionali | Coppe nazionali | Coppe continentali | Coppe continentali | Coppe continentali | Altre coppe | Altre coppe | Altre coppe | Totale | Totale |
| Stagione         | Squadra          | Comp             | Pres       | Reti       | Comp            | Pres            | Reti            | Comp               | Pres               | Reti               | Comp        | Pres        | Reti        | Pres   | Reti   |
| ---------------- | ---------------- | ---------------- | ---------- | ---------- | --------------- | --------------- | --------------- | ------------------ | ------------------ | ------------------ | ----------- | ----------- | ----------- | ------ | ------ |
| 2008-2009        | Juventus         | A                | 3          | 0          | CI              | 2               | 0               | UCL                | 1                  | 0                  | -           | -           | -           | 6      | 0      |
| 2009-gen. 2010   | Juventus         | A                | 0          | 0          | CI              | 0               | 0               | UCL                | 0                  | 0                  | -           | -           | -           | 0      | 0      |
| Totale Juventus  | Totale Juventus  | Totale Juventus  | 3          | 0          |                 | 2               | 0               |                    | 1                  | 0                  |             | -           | -           | 6      | 0      |
| gen.-giu. 2010   | Cagliari         | A                | 9          | 0          | CI              | -               | -               | -                  | -                  | -                  | -           | -           | -           | 9      | 0      |
| 2010-2011        | Cagliari         | A                | 15         | 0          | CI              | 2               | 0               | -                  | -                  | -                  | -           | -           | -           | 17     | 0      |
| 2011-2012        | Cagliari         | A                | 24         | 1          | CI              | 2               | 0               | -                  | -                  | -                  | -           | -           | -           | 26     | 1      |
| 2012-2013        | Cagliari         | A                | 17         | 0          | CI              | 0               | 0               | -                  | -                  | -                  | -           | -           | -           | 17     | 0      |
| 2013-gen. 2014   | Cagliari         | A                | 4          | 0          | CI              | 0               | 0               | -                  | -                  | -                  | -           | -           | -           | 4      | 0      |
| Totale Cagliari  | Totale Cagliari  | Totale Cagliari  | 69         | 1          |                 | 4               | 0               |                    | -                  | -                  |             | -           | -           | 73     | 1      |
| gen.-giu. 2014   | Sassuolo         | A                | 12         | 0          | CI              | -               | -               | -                  | -                  | -                  | -           | -           | -           | 12     | 0      |
| 2014-gen. 2015   | Sassuolo         | A                | 2          | 0          | CI              | 1               | 0               | -                  | -                  | -                  | -           | -           | -           | 3      | 0      |
| gen.-giu. 2015   | Genoa            | A                | 0          | 0          | CI              | 0               | 0               | -                  | -                  | -                  | -           | -           | -           | 0      | 0      |
| 2015-feb. 2016   | Sassuolo         | A                | 4          | 0          | CI              | 1               | 0               | -                  | -                  | -                  | -           | -           | -           | 5      | 0      |
| Totale Sassuolo  | Totale Sassuolo  | Totale Sassuolo  | 18         | 0          |                 | 2               | 0               |                    | -                  | -                  |             | -           | -           | 20     | 0      |
| feb.-giu.2016    | Empoli           | A                | 5          | 0          | CI              | 0               | 0               | -                  | -                  | -                  | -           | -           | -           | 5      | 0      |
| 2016-2017        | Frosinone        | B                | 37+1       | 4          | CI              | 0               | 0               | -                  | -                  | -                  | -           | -           | -           | 38     | 4      |
| 2017-2018        | Frosinone        | B                | 34         | 1          | CI              | 2               | 0               | -                  | -                  | -                  | -           | -           | -           | 36     | 1      |
| 2018-2019        | Frosinone        | A                | 19         | 0          | CI              | 0               | 0               | -                  | -                  | -                  | -           | -           | -           | 19     | 0      |
| 2019-2020        | Frosinone        | B                | 34+5       | 0          | CI              | 2               | 1               | -                  | -                  | -                  | -           | -           | -           | 41     | 1      |
| 2020-2021        | Frosinone        | B                | 20         | 1          | CI              | 0               | 0               | -                  | -                  | -                  | -           | -           | -           | 20     | 1      |
| Totale Frosinone | Totale Frosinone | Totale Frosinone | 144+6      | 6          |                 | 4               | 1               |                    | -                  | -                  |             | -           | -           | 154    | 7      |
| feb.-giu. 2022   | Alessandria      | B                | 1          | 0          | CI              | -               | -               | -                  | -                  | -                  | -           | -           | -           | 1      | 0      |
| gen.-giu. 2023   | Novara           | C                | 10+1       | 0          | CI-C            | -               | -               | -                  | -                  | -                  | -           | -           | -           | 11     | 0      |
| Totale carriera  | Totale carriera  | Totale carriera  | 257        | 7          |                 | 12              | 1               |                    | 1                  | 0                  |             | -           | -           | 270    | 8      |